# 上下格
上下格（缩写：subl）是一种格，表达不同含义：匈牙利语和芬兰语中（罕见）表达动作的终点，本义是到某物的表面（如坐在地上、爬树）但也有其他具象意义（如去大学，去两个晚上）；采兹语和其他东北高加索语系语言中它标记到底面或到某物下面的动作。上下格出现在芬兰语、采兹语和匈牙利语等语言中。

## 匈牙利语
匈牙利语中上下格后缀为“-re”或“-ra”。可用于“上（交通工具）”或去平坦区域等更抽象的情况（如城市、机场）。如：
- hajóra（上船）
- Budapestre megyek（我正去布达佩斯）
- repülőtérre（到机场）

## 芬兰语
芬兰语中的例子：
- minne - 去哪？
- jonne - 哪里（关系代词）
- moniaalle - 去许多地方
- kaikkialle - 去所有地方